# Canindé (Ceará)
Canindé é um município brasileiro do estado do Ceará, situado na Microrregião de Canindé, Mesorregião do Norte Cearense, na região Nordeste do Brasil. Localizado a 117 km de Fortaleza, capital do estado, o município desenvolveu-se às margens do Rio Canindé. Os primeiros relatos de ocupação humana na região datam de meados do século XVIII, com registros de atividades latifundiárias e da presença de tribos indígenas. Sua fundação histórica é atribuída a Francisco Xavier de Medeiros, sargento-mor do Reino de Portugal, que se estabeleceu na região em 1775 e iniciou a construção de uma capela dedicada a São Francisco, concluída em 1796.
Canindé possui 3.032,39 km² de área e 74.174 habitantes, segundo o Censo Demográfico de 2022, ocupando a 5ª posição entre os maiores municípios do Ceará em extensão territorial e a 19ª em população.
A religiosidade e o cotidiano da população estão intimamente ligados, quanto mais nos meses de alto fluxo turístico alimentado por romeiros vindos dos mais diversos lugares do Brasil que vêm a Canindé depositar sua fé e devoção nos vários locais de peregrinação considerados sagrados pelos visitantes como a Basílica de São Francisco das Chagas; a Estátua de São Francisco, um gigantesco monumento com mais de 30 metros de altura; a Via Sacra; o Zoológico Municipal e a Praça dos Romeiros — um anfiteatro ao ar livre com capacidade para mais de 120 mil pessoas.
A Festa de São Francisco das Chagas, um dos mais antigos eventos religiosos do Brasil, acontece de 24 de setembro a 4 de outubro (data dedicada a São Francisco das Chagas). Essa data é alterada apenas em anos eleitorais.

## História

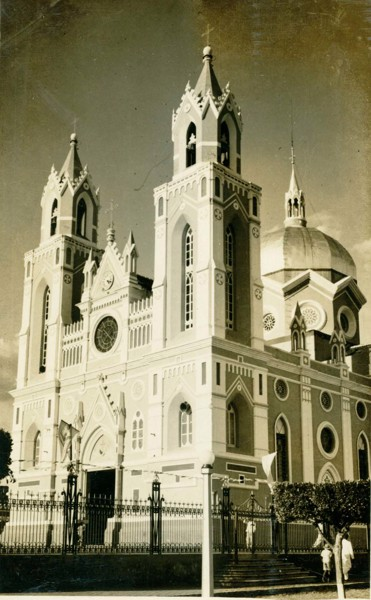
Igreja de São Francisco em 1951

A história do território onde hoje se localiza Canindé remonta a meados do século XVIII, quando era habitado por indígenas de origem tapuia, como os Jenipapos-Canindés e os Kanyndés, oriundos dos sertões de Monte-Mor, embora em número inexpressivo. Também nesse período há registros de atividades latifundiárias na região, promovidas por grupos vindos das ribeiras do rio Jaguaribe, que ocuparam terras doadas por meio do sistema de sesmarias, destinadas à criação de gado e ao cultivo agrícola, dentro do ciclo econômico da carne de sol e do charque.
Em 1775, o sargento-mor português Francisco Xavier de Medeiros estabeleceu-se na margem esquerda do rio Canindé e, pouco tempo depois, iniciou a construção de uma capela em honra a São Francisco das Chagas, considerado o marco histórico e religioso de Canindé. A construção do templo atual foi confiada ao arquiteto italiano Antonio Mazzoni contando com a colaboração dos moradores locais. O esforço para a construção da capela foi interrompido em 1792 devido a uma grande seca, semelhante à que já havia afetado a região anteriormente, durante a chamada “seca dos três setes”.
A capela foi concluída em 1796. A primeira imagem de São Francisco, conhecida popularmente como “São Francisquinho” devido ao seu pequeno tamanho, é preservada até hoje. No interior da atual Basílica de São Francisco, destacam-se também os magníficos afrescos do pintor italiano George Kau.

### Etimologia
A palavra Canindé vem do tupi kanindé, e tem vários significados:
- a tribo de índios missionados e que, primitivamente, habitam as margens dos rios Banabuiú e Quixeramobim;
- uma grande tribo de Tarairiús, que vivia na região central do Ceará pelo sertões de Quixadá, Canindé e Alto Banabuiú (Quixeramobim);
- segundo Paulino Nogueira: uma espécie de arara de plumagem amarela, chamada guacamaio, ou um psitacídeo (arararaúna).

Sua denominação original era São Francisco das Chagas de Canindé e, desde 1914, Canindé.

## Política

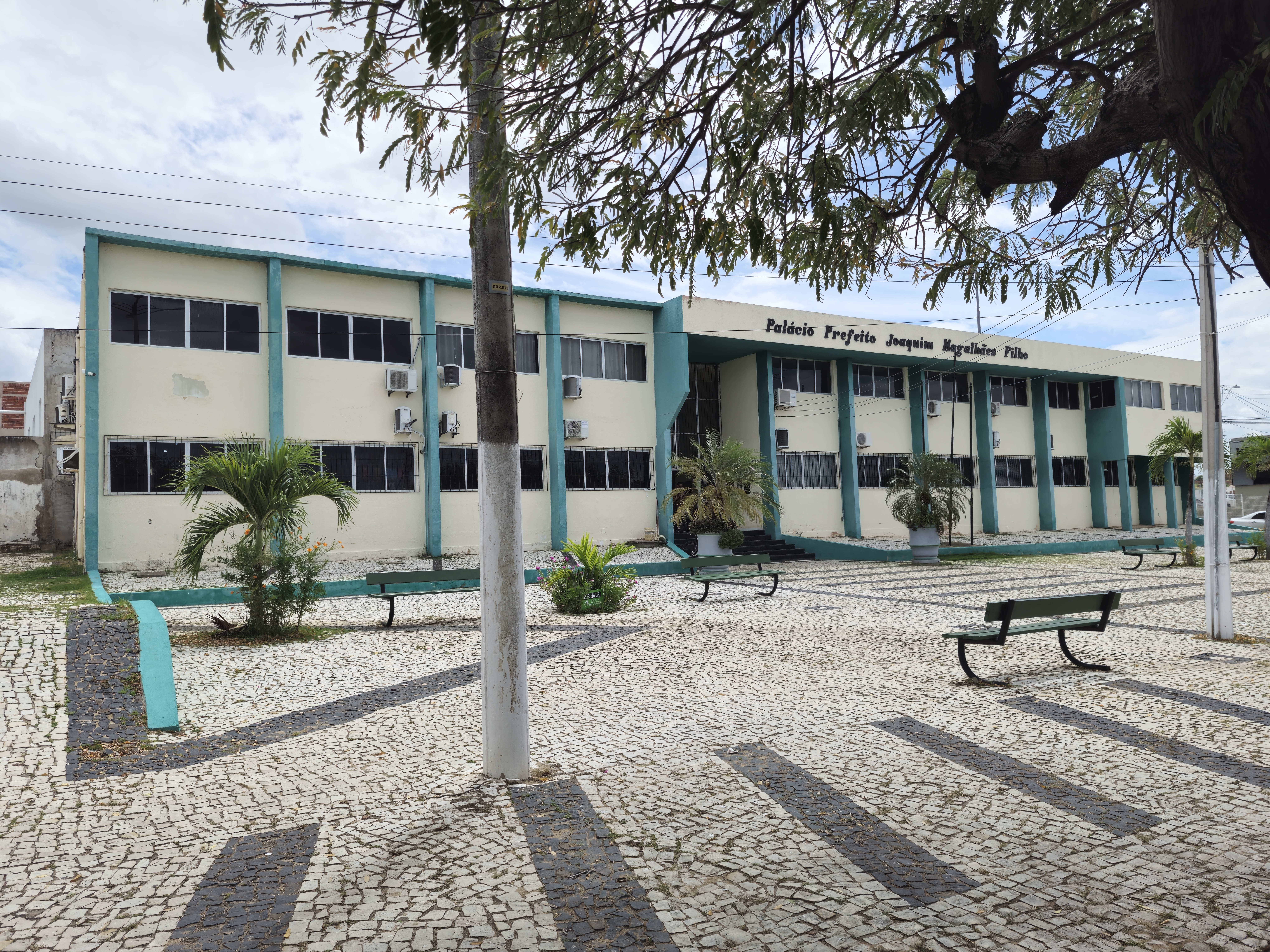
Palácio Prefeito Joaquim Magalhães Filho, sede do executivo canindeense.

A administração do município de Canindé está sediada na cidade de Canindé, tendo como centro o Palácio Prefeito Joaquim Magalhães Filho, sede do Poder Executivo, localizado ao lado da Câmara Municipal de Canindé, sede do Poder Legislativo, recentemente reformada. O Poder Executivo municipal é comandado pelo prefeito Francisco Jardel Sousa Pinho, eleito em 2024. Já o Poder Legislativo foi instalado originalmente em 21 de junho de 1847 e é composto por 15 vereadores.

## Subdivisões e formação administrativa
Apesar de sua fundação histórica datar de 1775, quando se estabeleceu na região o capitão-mor português Francisco Xavier de Medeiros, a quem é atribuída a fundação da cidade, o município de Canindé só obteve sua emancipação política em 29 de julho de 1846. Antes disso, havia sido oficialmente criado como um distrito denominado São Francisco das Chagas do Canindé, sendo elevado à categoria de vila com o mesmo nome pela Lei Provincial nº 221, na mesma data, desmembrando-se oficialmente dos municípios de Fortaleza e Quixeramobim.
Em 1911, surgiu o primeiro distrito: Caridade. Três anos depois, em 1914, São Francisco das Chagas de Canindé foi elevado à categoria de cidade com o nome atual, e nesse mesmo ano foram criados três novos distritos: Caiçarinha, Jatobá e São Gonçalo, enquanto Caridade foi rebaixada à condição de povoado.
Em 1918, foi criado o distrito de Santana. Já em 1931, foram criados mais dois distritos: Belém do Machado e Campos Belos. Em 1933, foram criados novos distritos: Campos, Caridade (elevada novamente a distrito) e General Sampaio. Em 1935, o distrito de Campos passou a se chamar Ipueiras dos Targinos. No ano seguinte, 1936, Belém do Machado teve o nome reduzido para Belém.
Em 1938, o distrito de Belém foi anexado ao município de Quixeramobim. Nesse mesmo ano, o distrito de Santana mudou o nome para Saldanha, enquanto Ipueiras dos Targinos teve o nome simplificado para Targinos. Em 1943, o distrito de Campos Belos passou a se chamar Ubiraçu, e Saldanha foi rebatizado como Paramoti.
A expansão continuou com a criação do distrito de Inhuporanga em 1950, seguido por Bonito em 1951 e Esperança em 1953. Em 1957, Paramoti conquistou sua emancipação política. Em 1958, Caridade também se emancipou e anexou o distrito de Inhuporanga.
Posteriormente, em 1964, foram criados os distritos de Ipueiras dos Gomes e Monte Alegre. Em 1992, foram criados os distritos de Capitão Pedro Sampaio e Iguaçu. Por fim, em 2005, o distrito de Salitre foi oficialmente incorporado a Canindé, substituindo o de Ubiraçu.
Atualmente o município é dividido em onze distritos: Bonito, Caiçara, Campos, Canindé (distrito-sede), Capitão Pedro Sampaio, Esperança, Iguaçu, Ipueiras dos Gomes, Monte Alegre, Salitre e Targinos.
A sede de Canindé possui atualmente 12 bairros, sendo estes: Alto Guaramiranga, Bela Vista, Boa Vista Campinas, Capitão Pedro Sampaio, Centro, Jubaia, Nossa Senhora das Graças, Palestina, Santa Luzia, São Francisco e São Mateus.

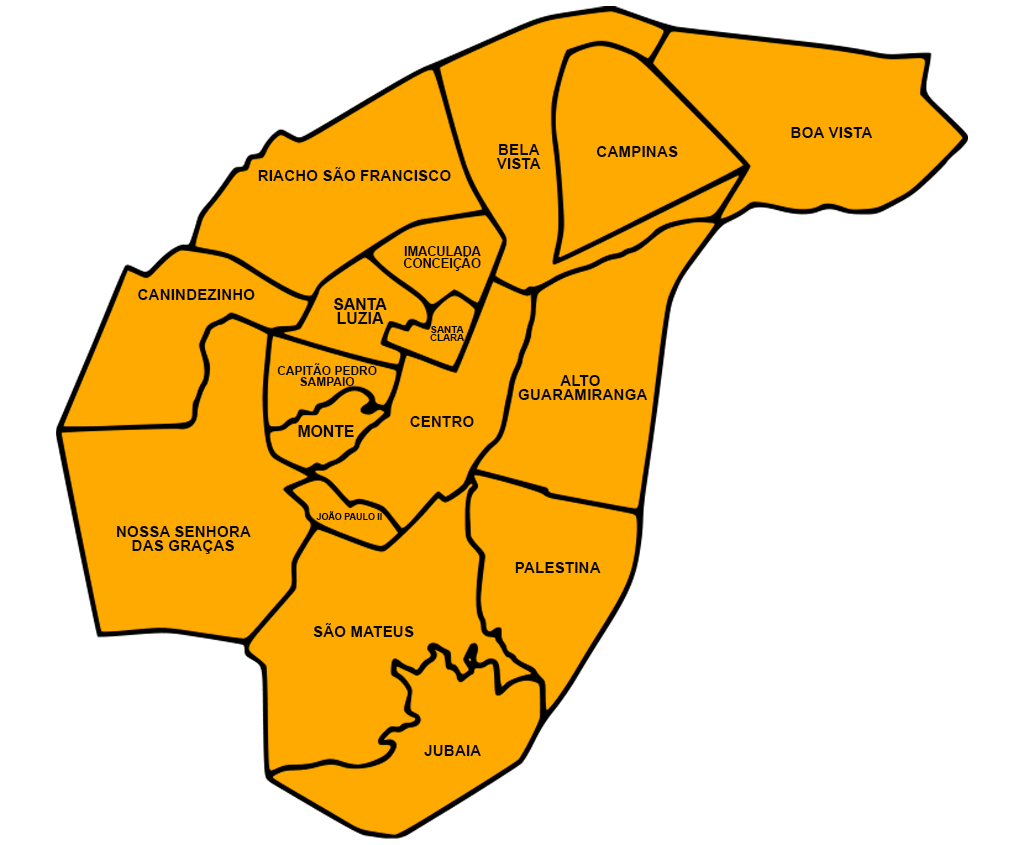
Bairros de Canindé

## Geografia

### Clima
O clima do município é o tropical com estação seca (classificação climática de Köppen-Geiger: As), com temperatura máxima de 33 °C e mínima de 24 °C (médias). A precipitação pluviométrica média anual é 756 mm.

### Hidrografia e recursos hídricos
As principais fontes de água fazem parte da bacia do rio Curu e Metropolitana, sendo os principais afluentes os rios: Canindé, Curu, Choró, Salão, Batoque, Cangati, Juriti; os riachos: dos Grossos, das Furnas, da Conceição e outros tantos. Existem ainda diversos açudes, dentre eles: Ipueira da Vaca, Logradouro II, Salão, São Mateus, Caracas, Sousa e Barra Cancão (todos da Bacia do rio Curu). Foi construída, em 2016, uma adutora no Açude Escuridão (Adutora Canindé) e mais 240 poços.

### Relevo e solos
Os tipos de solos em Canindé incluem: não cálcico (55,14%), litólicos, planossolo solódico (12,52%) e podzólico vermelho-amarelo (4.04%).

## Economia

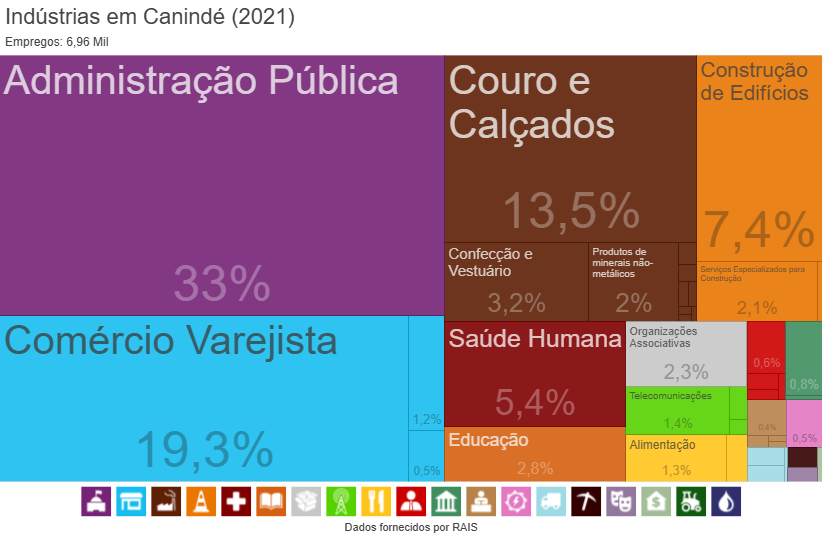
Atividade Econômica de Canindé em 2021

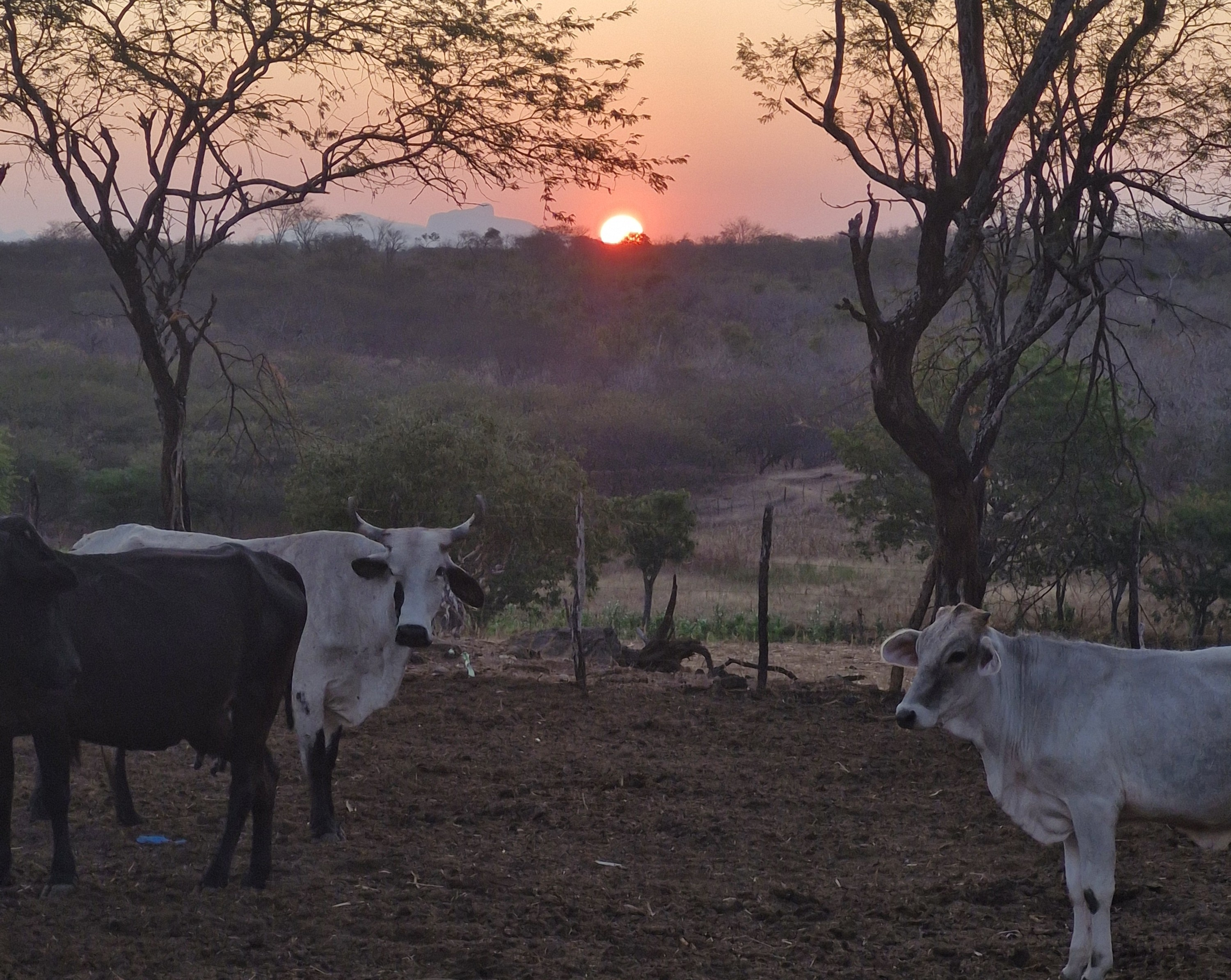
Pôr do sol na Zona Rural de Canindé.

### Setor primário
A economia de Canindé tem como base principal os setores primário e terciário, que se destacam pela sua relevância na geração de renda e emprego no município. No campo da agricultura, são cultivados produtos como algodão herbáceo e arbóreo, banana, milho, feijão e mamona.
A atividade pecuária também exerce papel significativo, com a criação de bovinos, suínos e aves.
Essas atividades são impulsionadas por meio de programas voltados para agricultores familiares, promovidos pelos governos municipal e estadual, bem como por movimentos sociais, como o MST, que possui forte presença no município. Isso se deve ao fato de Canindé ser uma referência na luta pela reforma agrária no estado do Ceará, sendo o município onde ocorreu a primeira desapropriação de terra para fins de reforma agrária, após um conflito de terras na Fazenda Japuara, em 1971. Canindé conta com aproximadamente 80 assentamentos. Segundo o INCRA, em 2020, 1.791 famílias estavam assentadas em Canindé.
O município possui ainda um expressivo potencial mineral, com a presença de jazidas de berilo (utilizado como pedra semipreciosa nas indústrias aeroespaciais e nucleares), calcário em forma cristalina, cianita (matéria-prima na fabricação de porcelanas), espodumênio (uma das principais fontes de lítio), além de outros minerais como grafita, granada, lepidolita (também fonte de lítio), moscovita (mica-branca), quartzo, quartzo rosa, ametista (variedade do quartzo), feldspato (empregado na produção de porcelanas e cerâmicas brancas) e rutilo.

### Setor secundário
Canindé possui várias indústrias voltadas para a produção de calçados, sendo uma das primeiras a se instalar a empresa gaúcha Ruberloss, em 2006. Antes da ampliação da subestação de energia do município, a empresa contava com 650 empregados.

### Setor terciário

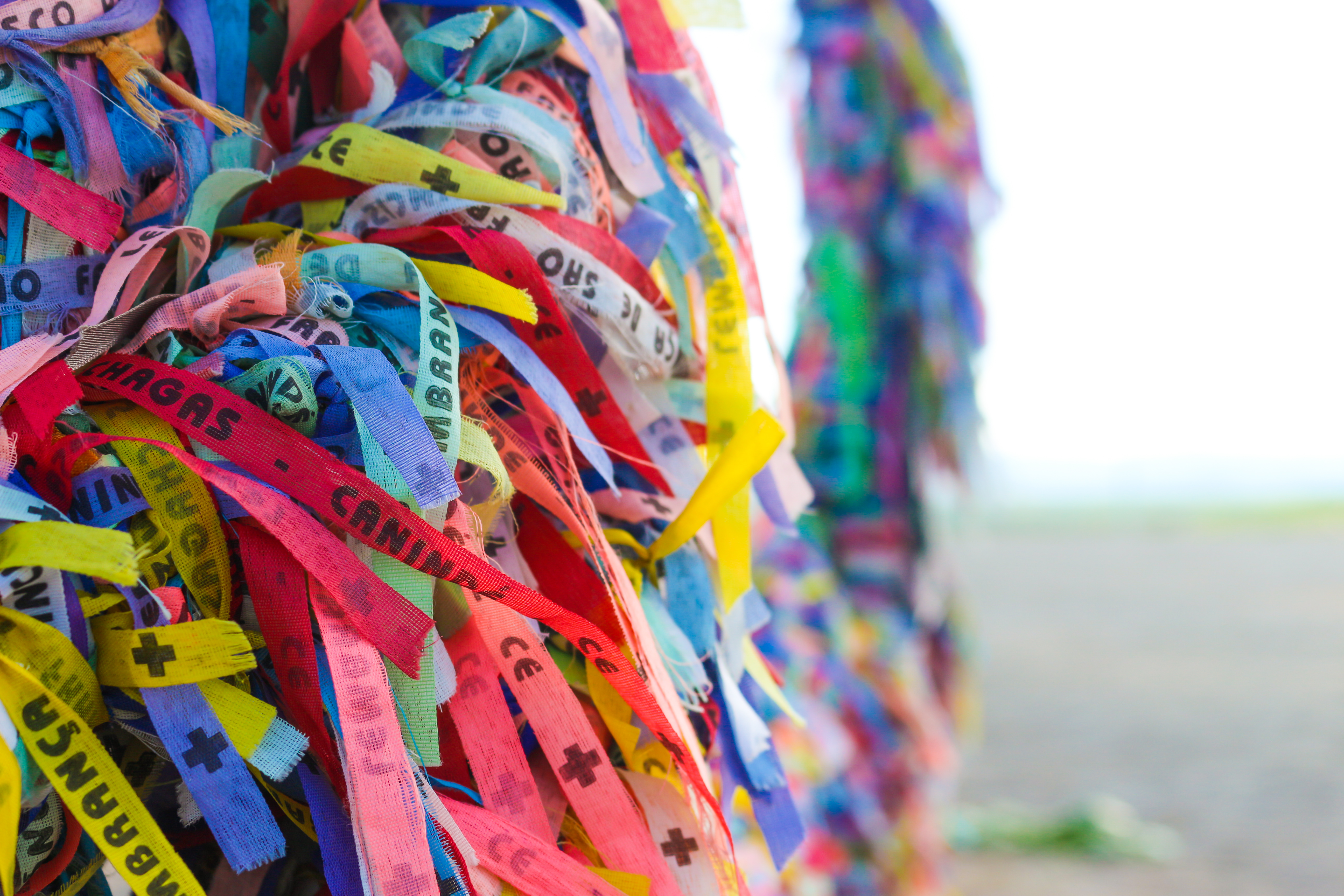
Fitas que são tradicionalmente amarradas ao redor da Estátua de São Francisco.

O setor terciário, especialmente no que se refere ao turismo religioso, é o principal motor da economia de Canindé. A cidade é um grande polo dessa atividade, atraindo milhares de devotos de São Francisco ao município. A história dos festejos de São Francisco remonta ao ano de 1923, quando os franciscanos, recém-chegados, assumiram a Paróquia de São Francisco no dia 26. Durante a Festa de São Francisco, o setor hoteleiro fica quase completamente ocupado. Em 2024, a média de ocupação hoteleira esperada era de 87%. Nesse período, todo o comércio local é intensamente movimentado até o fim do ano.

## Cultura
Canindé é uma cidade cuja cultura está amplamente ligada à religião, especificamente em torno de São Francisco das Chagas, com a Romaria de Canindé, como é popularmente conhecida, atraindo cerca de 2,5 milhões de romeiros franciscanos de todo o país, sendo a maior romaria franciscana da América Latina e uma das mais antigas do estado. Ainda hoje, é conduzida solenemente a grande imagem de São Francisco, conhecida como São Francisquinho, na tradicional procissão do dia 4 de outubro, durante a Festa de São Francisco das Chagas.
A cidade também é conhecida por sua tradição na lida do homem com o gado, especialmente dos vaqueiros; a cultura da vaquejada é altamente presente na região e assim como em vários municípios cearenses, Canindé conta com representantes reconhecidos oficialmente como Mestres da Cultura Tradicional Popular do Ceará, por meio de uma política estadual de valorização da cultura popular. O município já teve quatro filhos reconhecidos com esse título:
- Mestre Dina, vaqueira-aboiadora;[21]
- Mestre Odete Uchôa, especialista em ervas medicinais;[22]
- Mestre Getúlio Colares, sineiro (já falecido);[23]
- Mestre Bibi, escultor (também falecido, conhecido principalmente por sua maior obra na cidade, a Estátua de São Francisco)[24]

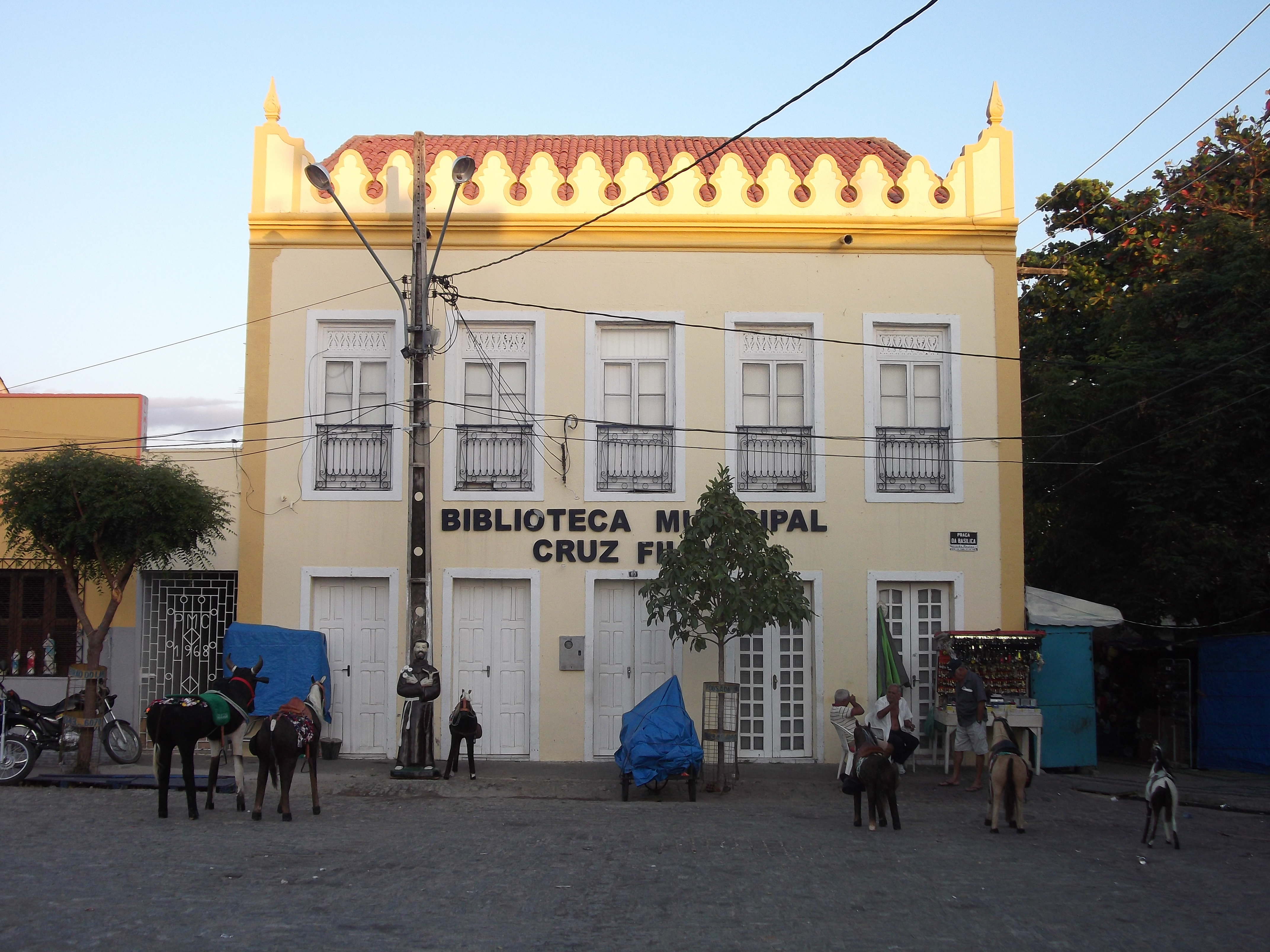
Sobrado da Biblioteca Municipal Cruz Filho.

### Literatura
Biblioteca Municipal
Canindé possui uma biblioteca pública, a Biblioteca Municipal Cruz Filho, que tem esse nome em homenagem ao poeta José da Cruz Filho nascido na cidade e conhecido como "Príncipe dos Poetas Cearenses". Situada na Praça da Basílica, coração de Canindé, a biblioteca passou por uma reforma em 2024, mantendo as características originais do prédio histórico, datado de 1864.

### Festa de São Francisco e pontos turísticos

#### Basílica de São Francisco

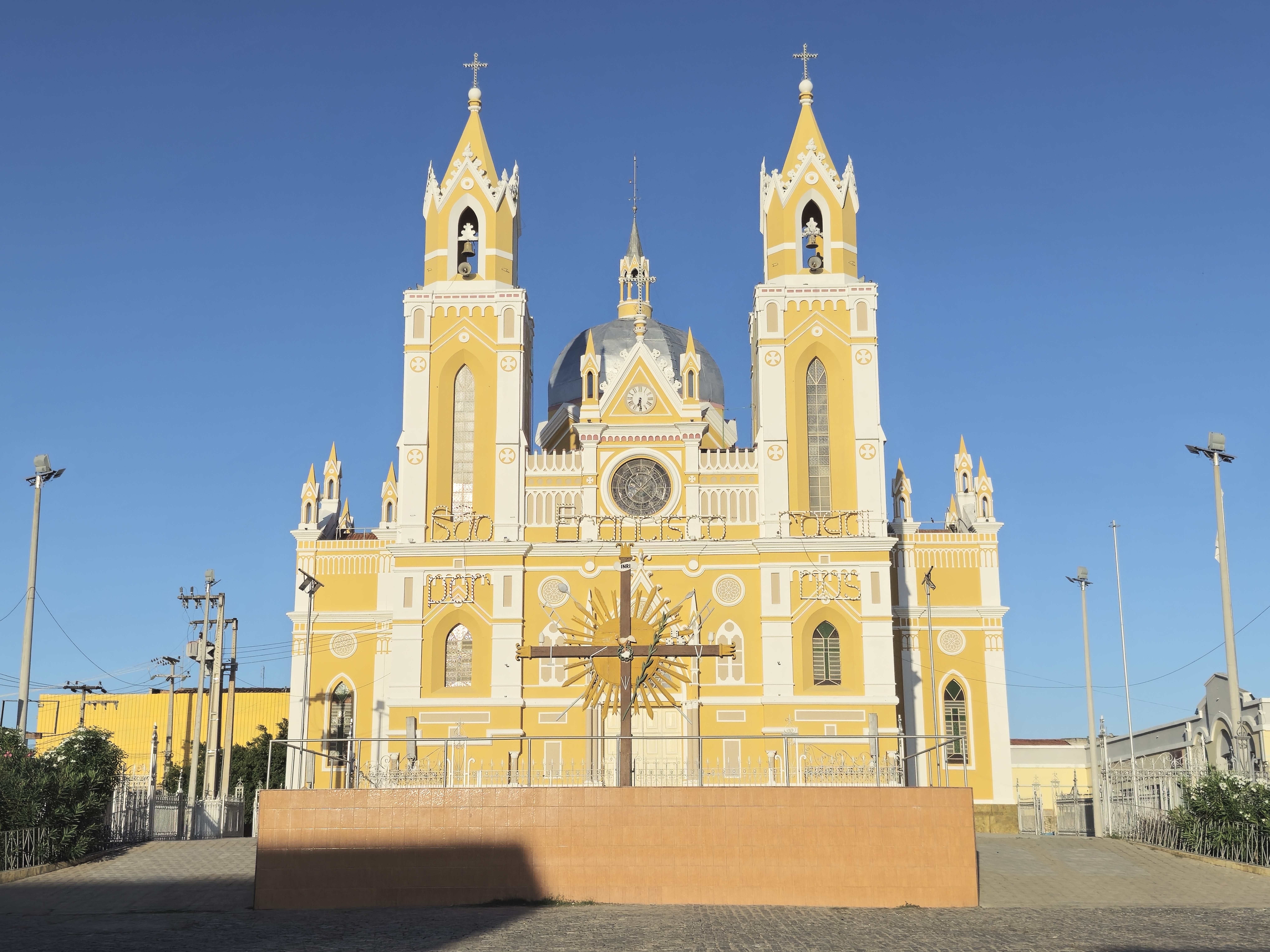

A Basílica é o coração do Santuário. Construída pelos frades capuchinhos e benta em 1915 é a Igreja Matriz de Canindé e coração da Festa de São Francisco.
A construção da igreja dedicada a São Francisco das Chagas foi iniciada em 1775. O desenvolvimento da obra foi marcado por vários obstáculos como várias secas que atingiram a região, especialmente a seca dos três setes. Em 1796, a obra foi concluída e inaugurada, tornando-se um local sagrado de devoção franciscana.
Após solicitação da comunidade canindeense, em 1817, a Capela foi elevada à Matriz, pelo então Bispo de Pernambuco, Dom Frei Antônio de São José Bastos. Desta forma, o povo ganhou a Paróquia de São Francisco das Chagas.

#### Praça dos Romeiros

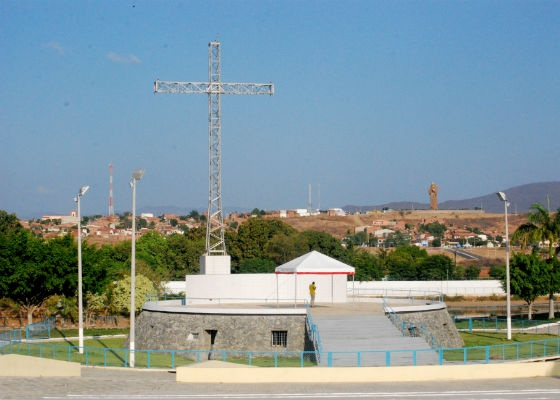
Praça dos Romeiros

A Praça dos Romeiros começou a ser construída em junho de 1987 e foi inaugurada em outubro de 1989 como sendo o maior anfiteatro a céu aberto do nordeste e um dos maiores monumentos sacros do mundo.
Antigamente era chamada de Cidade de Assis fazendo-se alusão à terra natal de São Francisco. Imponente e acolhedora com seus jardins, corredores e alamedas é na Praça dos Romeiros onde acontecem os novenários dedicados a São Francisco.
A Praça dos Romeiros conta com uma grande infraestrutura unindo ainda o Zoológico e o Museu. A área de celebrações da praça foi projetada para acolher cerca de 110 mil pessoas.
O espaço abriga ainda boxes de apoio, banheiros, altar de 20 m², cripta, vestiários, capela do Santíssimo Sacramento e uma torre em formato de cruz de 30 metros que foi utilizada na visita do Papa João Paulo II ao estado do Ceará.
Além do tradicional novenário de São Francisco, o local também é palco de eventos culturais, sociais e religiosos, como apresentação da coroação de Nossa Senhora (em maio) e a Celebração Solene do Natal do Senhor (em dezembro).

#### Zoológico São Francisco

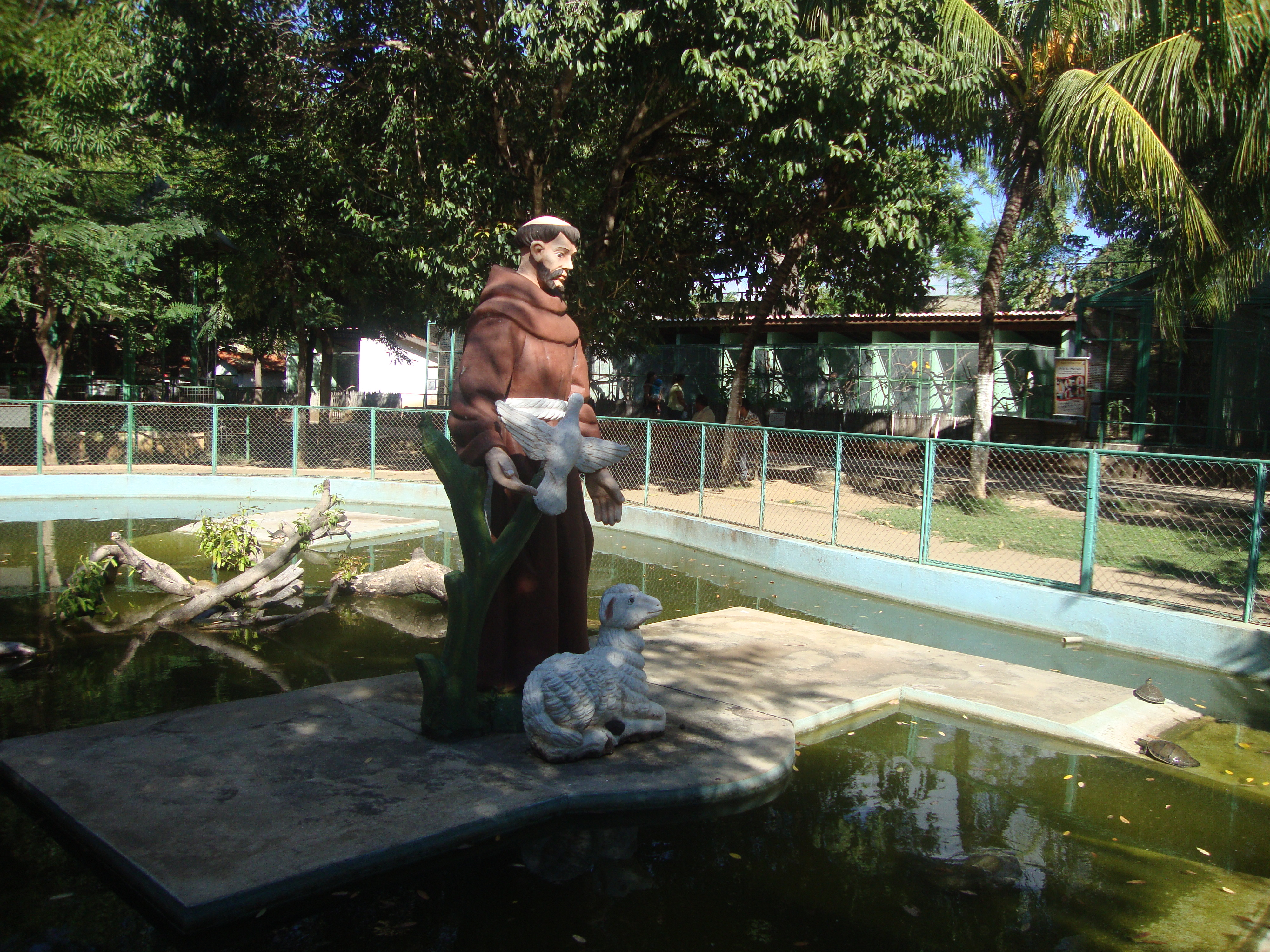
Zoológico de Canindé

No ano de 1974 foi construído um pequeno zoológico em frente ao Museu Regional São Francisco. Com a construção da Praça dos Romeiros veio a ideia da construção de um novo Zoológico. A obra foi executada pela Secretaria Estadual de Desenvolvimento Urbano e Meio Ambiente e a Casa de São Francisco, sob a orientação do IBAMA. A inauguração foi feita pelo então governador do Ceará, Tasso Jereissati, em 13 de março de 1991.

#### Museu Regional São Francisco

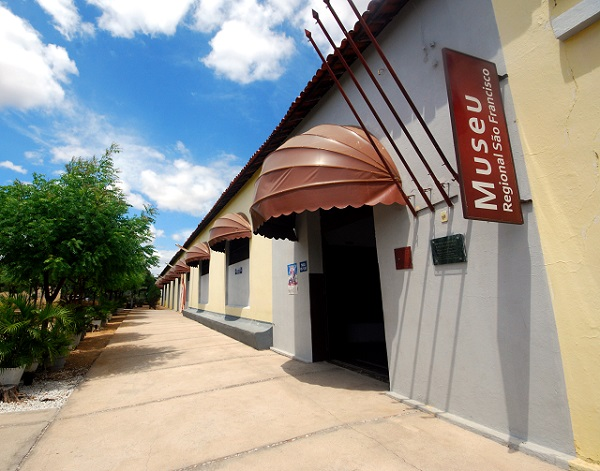
Museu Regional São Francisco

Em 1972, o ex-vigário Frei Lucas Dolle instalou um modesto museu para expor o que além da fé os devotos deixavam na cidade. Funcionou na casa que servia de maternidade na Praça Cruz Saldanha onde hoje funciona o Centro de Catequese.
Em 3 de agosto de 1973, o novo Museu foi inaugurado possuindo em exposição aproximadamente 3 000 peças. Em julho de 1985, passou por reformas, ganhando ampliação e destaque a história de São Francisco na arte nordestina.
O Museu Regional São Francisco, ou Museu de Canindé, atualmente possui mais de 5 000 peças. O local conta com um importante acervo que está aberto à visitação diariamente. Como reza a tradição, os romeiros trazem as mais exóticas peças de expressivo valor histórico, cultural e religioso.
O museólogo Everaldo Germano reordenou na segunda reforma os espaços do Museu de Canindé que foi reinaugurado em 22 de janeiro de 2008, na administração do Pároco Frei João Amilton.

### Esportes

#### Futebol e futsal
Sem representantes nas divisões do Campeonato Cearense de Futebol, Canindé possui apenas uma liga amadora de futebol e o Estádio Frei Teodoro, usado em algumas partidas. Clubes conhecidos da cidade são: Fluminense (bairro Santa Luzia), Santa Cruz, América (bairro Alto Guaramiranga) e Maguari.
Um dos filhos ilustres da cidade é o atual treinador e ex-futebolista Oliveira Canindé. Embora tenha nascido em Canindé, ele e sua família são originários do município vizinho de Itatira. No entanto, por ter ido morar em Canindé, onde iniciou sua carreira como futebolista, recebeu o apelido pelo qual é conhecido. Oliveira é reconhecido nacionalmente, principalmente por seus trabalhos em tradicionais clubes do Norte e Nordeste do país.
No futsal, a cidade destaca clubes como Cruzada Canindé, Educandário Sagrada Família e RM Canindé, além da Seleção de Futsal de Canindé, que chegou a disputar a primeira divisão do Campeonato Cearense de Futsal. Anualmente, acontecem o Torneio dos Bairros e o Torneio Intermunicipal, ambos de futebol de salão. Quadras colegiais e, principalmente a quadra do Centro Social Urbano (CSU), são utilizados em diversos eventos poliesportivos.

## Infraestrutura

### Educação
A educação no município de Canindé vem se destacando como um polo educacional, posto que conta com um campus da Faculdade Estácio IDOMED, que oferece o curso de Medicina, e um campus do Instituto Federal do Ceará (IFCE), que dispõe das licenciaturas em Educação Física, Matemática, Música e Pedagogia, além dos cursos superiores de tecnologia em Análise e Desenvolvimento de Sistemas, Gestão de Turismo e Redes de Computadores, e das especializações em Planejamento e Gestão de Políticas Públicas e Educação Física Escolar. Recentemente, Canindé também foi contemplado com a expansão da Universidade Estadual do Ceará (UECE), por meio da criação da Faculdade de Educação e Ciências Integradas do Sertão de Canindé (FECISC), com a oferta inicial dos cursos de Administração (bacharelado) e Pedagogia (licenciatura). Um grande campus da UECE está sendo construído às margens da BR-020, no município, com previsão de inauguração para 2026.